# Boesenbergia regalis
Boesenbergia regalis är en enhjärtbladig växtart som beskrevs av Kharuk. och Tohdam. Boesenbergia regalis ingår i släktet Boesenbergia och familjen Zingiberaceae.
Artens utbredningsområde är Thailand. Inga underarter finns listade i Catalogue of Life.